# シングルスティック
シングルスティック(Singlestick)は、イギリスの剣術。

## 概要
木の棒を使って剣術の稽古を行うものである。

出現したのは16世紀のことである。片刃のサーベルを訓練する為のもので、元々は木刀を使っていた。その後、サーベルに鍔が付くようになると、棒に枝を編んで作った鍔を付けるようになった。

その後、ジョージ一世、ジョージ二世の時代には都市や田園地方で広く行われるようになった。

1904年のセントルイスオリンピックで一度採用されたが、軽いイタリアのサーベルが導入されたことでスポーツとしては廃れたが、短剣術にあたる「スティックプレイ」がイギリス軍で行われていた。1980年には細々と残っていたものをイギリス海軍が復活させ、訓練として導入している。

セオドア・ルーズベルトやレオナード・ウッド将軍もシングルスティックを好んだといわれる。

## 技術
- トネリコで作った長さ91センチ（36インチ）、太さ2.5センチの棒で打ち合う。
- 打つ部位は時代と共に変化した。当初は下半身への攻撃は禁止されていたという。その後どこを打っても良くなったが、危険なため後頭部と膝より下は制限された。
- ルールや構えも何度か変化している。昔は強く付き込む事を防ぐ為に、動かずに打ち合ったり左手と左の太ももに緩く結んだりして行っていた時期もある。